# Viktor Svensson
Viktor Svensson, född 6 mars 1990, är en svensk före detta fotbollsspelare.

## Karriär
Svenssons moderklubb är Öja FF. Han spelade mellan 2009 och 2012 för Trelleborgs FF i Allsvenskan samt Superettan. Han gjorde sin allsvenska debut den 19 april 2009 i en 1–1-match mot Malmö FF, där han byttes in i den 83:e minuten mot Fisnik Shala.
Till säsongen 2013 gick Svensson till division 1-klubben Lunds BK. Efter två säsonger i Lund lämnade han för Landskrona BoIS. Svensson tävlingsdebuterade för klubben den 21 februari 2015 i en 4–0-förlust i Svenska cupen mot AIK.
Den 1 december 2016 förlängde han sitt kontrakt med ett år. I december 2017 förlängdes kontraktet med ytterligare ett år. Efter att ha spelat med BoIS i Superettan 2018 lämnade han i september samma år för ett civilt jobb.

## Karriärstatistik
| Klubb              | Säsong             | Liga               | Liga    | Liga | Svenska cupen | Svenska cupen | Totalt  | Totalt |
| Klubb              | Säsong             | Division           | Matcher | Mål  | Matcher       | Mål           | Matcher | Mål    |
| ------------------ | ------------------ | ------------------ | ------- | ---- | ------------- | ------------- | ------- | ------ |
| Trelleborgs FF     | 2009               | Allsvenskan        | 4       | 0    | 1             | 0             | 5       | 0      |
| Trelleborgs FF     | 2010               | Allsvenskan        | 12      | 0    | 0             | 0             | 12      | 0      |
| Trelleborgs FF     | 2011               | Allsvenskan        | 12      | 0    | 1             | 0             | 13      | 0      |
| Trelleborgs FF     | 2012               | Superettan         | 17      | 0    | 1             | 0             | 18      | 0      |
| Trelleborgs FF     | Totalt             | Totalt             | 45      | 0    | 3             | 0             | 48      | 0      |
| Lunds BK           | 2013               | Division 1 Södra   | 23      | 1    | 2             | 0             | 25      | 1      |
| Lunds BK           | 2014               | Division 1 Södra   | 25      | 2    | 0             | 0             | 25      | 2      |
| Lunds BK           | Totalt             | Totalt             | 48      | 3    | 2             | 0             | 50      | 3      |
| Landskrona BoIS    | 2015               | Division 1 Södra   | 20      | 0    | 2             | 0             | 22      | 0      |
| Landskrona BoIS    | 2016               | Division 1 Södra   | 26      | 1    | 2             | 0             | 28      | 1      |
| Landskrona BoIS    | 2017               | Division 1 Södra   | 24      | 0    | 5             | 0             | 29      | 0      |
| Landskrona BoIS    | 2018               | Superettan         | 20      | 1    | 0             | 0             | 20      | 1      |
| Landskrona BoIS    | Totalt             | Totalt             | 90      | 2    | 9             | 0             | 99      | 2      |
| Totalt i karriären | Totalt i karriären | Totalt i karriären | 183     | 5    | 14            | 0             | 197     | 5      |